# Paratrachichthys trailli
Paratrachichthys trailli är en fiskart som först beskrevs av Hutton, 1875.  Paratrachichthys trailli ingår i släktet Paratrachichthys och familjen Trachichthyidae. Inga underarter finns listade i Catalogue of Life.